# Wangen (okręg administracyjny Stuttgartu)
Wangen, Stuttgart-Wangen – okręg administracyjny (Stadtbezirk) w Stuttgarcie, w kraju związkowym Badenia-Wirtembergia. Liczy 8 464 mieszkańców (31 grudnia 2011) i ma powierzchnię 3,43 km².